# Bank Hapoalim
Bank Hapoalim (en hébreu: בנק הפועלים) est une banque israélienne, créée en 1921, avant même la création de l'État d'Israël. C'est une banque commerciale établie en Israël.
Les actions de la banque sont cotées à la bourse de Tel Aviv.
La Banque Hapoalim a été fondée en 1921 par l'Organisation sioniste mondiale et la Histadrout générale. Elle fut sous le contrôle exclusif de cette dernière jusqu'en 1983, date à laquelle elle a été nationalisée en raison du krach boursier. En 1997, le groupe Arison - Dankner dirigé par Ted Arison a acquis la majorité des parts de la banque. Jusqu'en 2018, la banque était détenue majoritairement par Arison Holdings, société sous le contrôle de Shari Arison.
Le 1er octobre 2019, Dov Kotler a été nommé PDG de la Banque Hapoalim, remplaçant ainsi Eric Pinto. En juin 2020, Reuven Krupik a été nommé président du conseil d'administration. En août 2024, Yadin Antebi a été nommé directeur général de la banque.

## Historique
Le 29 octobre 1919, lors de la réunion du Comité exécutif sioniste, à l'initiative de Berl Katznelson (et d'autres) et avec le soutien d'Arthur Ruppin, il est décidé de créer une banque qui sera gérée par et pour les ouvriers. La première conférence de la Histadrout ratifie une décision de la sixième conférence de la Histadrout Poalei Yehuda portant sur la création d'une institution financière chargée des questions de travail, qui relèverait des organisations ouvrières en Palestine et établit que la banque sera destinée à tous les groupes de travailleurs organisés en coopérative dans tous leurs secteurs d'activité.

« Il doit être clair pour tous, que la Banque Hapoalim n'a pas été fondée par tel ou tel groupe ou tel ou tel parti, mais bien par la Histadrout générale (...) L'objectif de la banque n'est pas de venir en aide à titre individuel avec des dons de bienfaisance, son objectif n'est pas d'aider un individu pour qu'il puisse à son tour, s'élever au-dessus de ses confrères et se "libérer" de sa position. Étant l'institution de la classe ouvrière, le désir de la Banque Hapoalim (littéralement : Banque des travailleurs) est de la servir dans son ensemble. Son objectif est d'aider l'ensemble de la classe ouvrière fédérée à fonder ses coopératives, aider les travailleurs à acquérir de nouveaux emplois sur le marché et découvrir et créer de nouvelles opportunités d'emploi. »

— Berl Katznelson

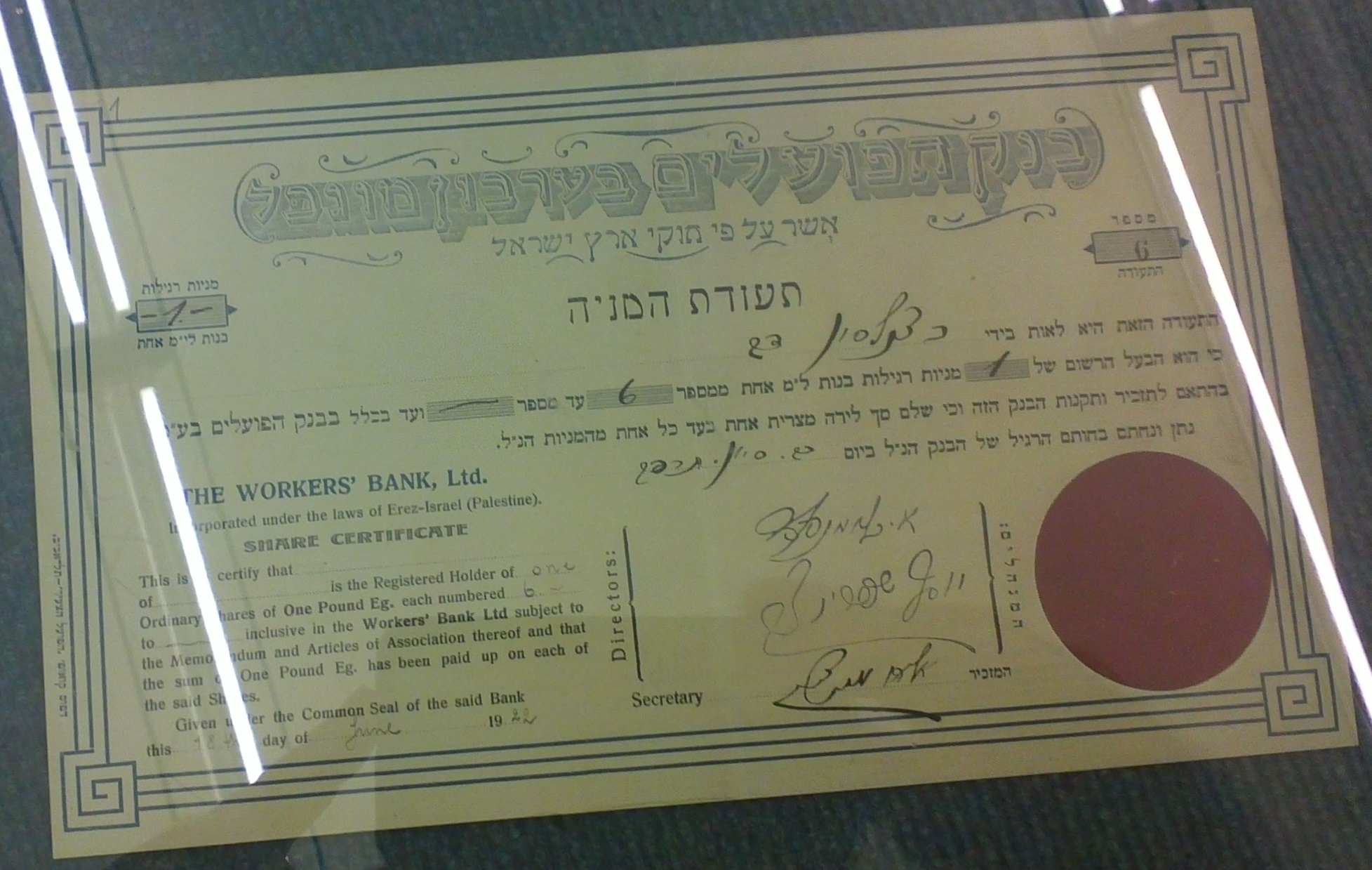
Action de la banque Hapoalim au nom de Berl Katznelson

La banque est inaugurée le 1er avril 1921, l'article B de l'acte constitutif stipule que les objectifs de la banque sont: "'aider, adopter, promouvoir et faciliter l'assistance financière et autre pour tous les secteurs d'activité des institutions, associations ou groupes de travailleurs de tous genres, qui se sont unis pour améliorer la condition de leurs membres en accord avec les principes coopératifs." Les actions de fondateurs furent attribuées à la Histadrout et le Comité exécutif sioniste obtint 43% de la direction de la banque.
En 1928, la banque a évité la faillite de la société Solel Boné en lui accordant un prêt de 5 000 livres de Palestine.
Entre les années 1923 et 1937, la banque fut dirigée par Yosef Aharonovich.

## L'activité bancaire
Avant la crise du système bancaire
Yaakov Levinson, nommé président de la direction de la banque en 1968, a conduit la Banque Hapoalim à un développement accru et, en l'espace de dix ans, elle atteint le rang de plus grande banque du pays, dépassant la Banque Leumi, qui avait jusque-là détenu ce titre. Sous sa direction, la Banque Hapoalim prend le contrôle de nombreuses petites banques : Halvaa Ve'Hissahon, Zerubabel, Yafet (qui changea de nom en American Israel Bank après avoir acquis les succursales d'une banque américaine qui opérait en Israël), Otzar HaHayal, Tel Aviv Mortgage Bank, Mesad, Bank for Industry and Commerce, Mishkan, Ein Chai et autres institutions.
Durant cette époque, la Banque Hapoalim entame son activité internationale : en 1971 elle ouvre une agence à Londres et un bureau de représentation à Zurich, en 1974, une succursale est ouverte à New York et la Continental Bank est établie en Israël, sous forme de partenariat entre la Banque Hapoalim et la Bank of Trade Unions d'Allemagne. Cette démarche se poursuit avec l'ouverture d'agences dans le monde entier. En 1971, la banque s'était hissée à la deuxième place (par taille du bilan) du secteur bancaire israélien, repoussant la Discount Bank à la troisième place. Sous la direction de Levinson, le nombre des agences de la banque est passé de 60 à 330. Levinson a quitté son poste en 1983.
Jusqu'à sa nationalisation à la suite du krach boursier en 1983, la Banque Hapoalim appartenait à la Histadrout. Ephraim Rayner fut président de la banque (et pendant une partie de cette période, également PDG) entre 1977 et 1985, date à laquelle il fut contraint de démissionner à la suite du rapport de la commission Baisky.

### Vente de la banque
L'État d'Israël contrôlait la Banque Hapoalim depuis 1983 quand en février 1995, il lance un appel d'offres pour sa vente. Deux groupes posent leur candidature. L'un étant une association de George Soros, Ted Arison et la banque Goldman Sachs, et le second, un groupe dirigé par l'homme d'affaires Eliezer Fishman. Reporté pendant deux ans, l'appel d'offres ne se concrétise pas.
En septembre 1997, la part majoritaire est finalement vendue à un groupe d'investisseurs dirigé par Ted Arison et comprenant la famille Dankner (qui a finalisé l'opération par l'intermédiaire d'Israel Salt Industries) et un groupe de Juifs américains (Michael Steinhardt, Lew Ranieri, Scott Shay, Leonard Abramson et Charles Shusterman). Le groupe rachète un total de 43 % des actions de la banque pour 1,368 milliard de dollars. Arison Investments finance environ 40 % de l'investissement, avec un prêt mis à disposition par un consortium de banques dirigé par la Banque Beinleumi. Pour sa part, la famille Dankner contracte un prêt de plus d'un milliard de shekels auprès de la Bank Leumi, également détenue par l'État à l'époque, en nantissant les terrains appartenant à Israel Salt Industries afin de garantir le prêt. Les dividendes distribués par la banque aux actionnaires ont permis de rembourser les intérêts du prêt. Après la vente de la participation majoritaire, Arison Investments détenait environ 21 % des actions de la banque et la famille Dankner 11,6 %.
En 2004, les partenaires américains dans le groupe actionnaire majoritaire commencent à vendre progressivement les actions de la banque, et en janvier 2007, la famille Dankner cède le contrôle d'Israel Salt Industries à Arison Investments pour 886 millions de NIS, lui permettant ainsi de prendre le contrôle exclusif de la Banque Hapoalim.
Pendant la période où la banque appartenait à l'État et durant des années plus tard, elle est restée la plus importante banque du pays, avant de retourner à la deuxième place du classement bancaire en novembre 2007.

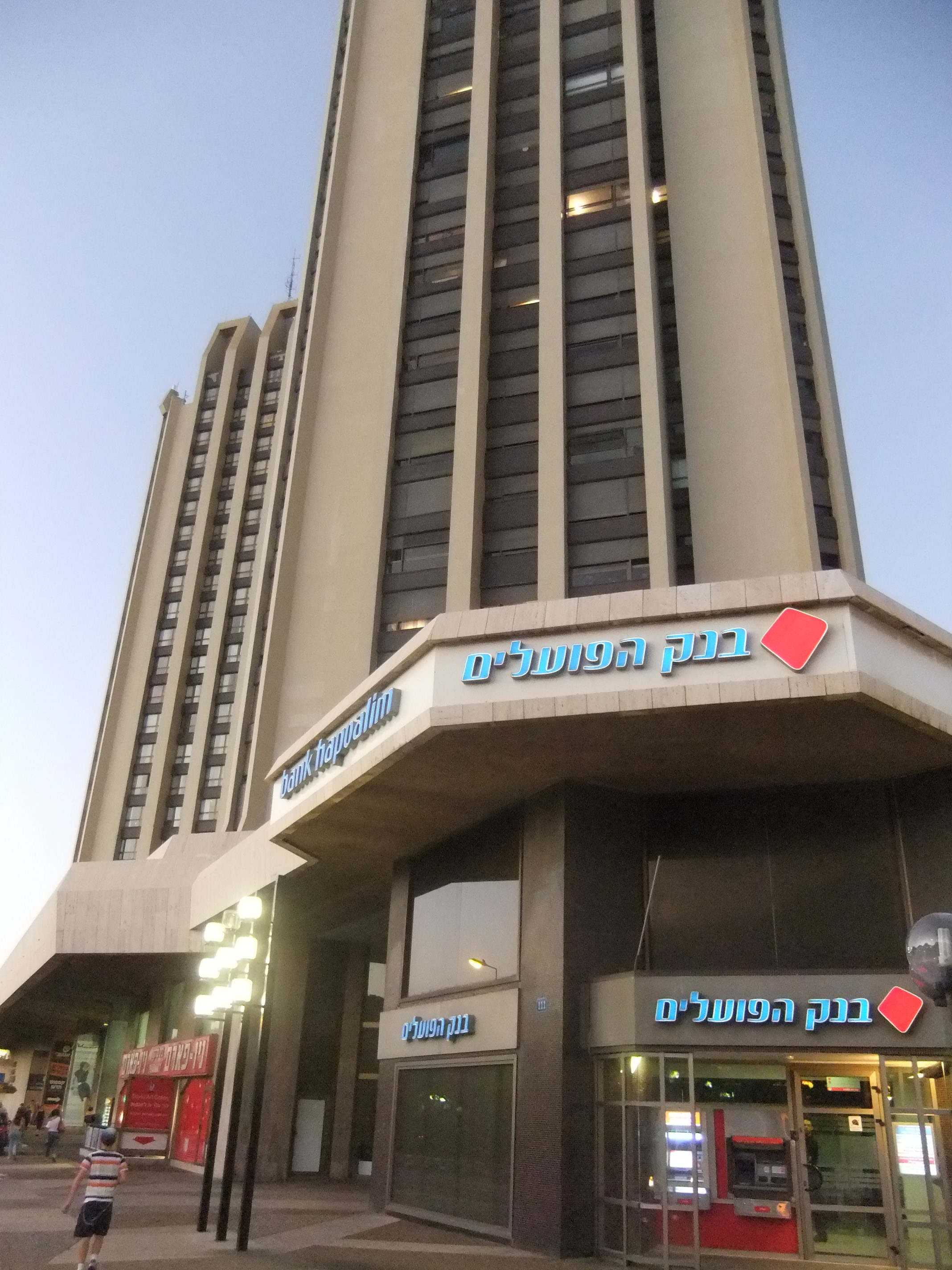

### Activité commerciale après la privatisation
Lors du rachat par le groupe Arison-Dankner, Amiram Sivan est nommé PDG, poste qu'il a assuré jusqu'en 2002, date à laquelle il est remplacé par Eli Younes.
En décembre 2002, la banque fait part de son intention de licencier 900 employés, soit environ 10 % des effectifs de la banque en Israël. Ce sont finalement 793 employés qui seront licenciés en 2003.
En 2003, la banque rachète la Maritime Bank à Michael Steinhart, qui compte alors parmi les actionnaires majoritaires de la Banque Hapoalim elle-même (via son partenariat dans le groupe Arison).
La Banque Hapoalim clôture l'année 2005 avec un bénéfice de 2,9 milliards de shekels, ce qui constituait à l'époque le bénéfice le plus élevé jamais enregistré. Ce bénéfice était principalement attribuable à la vente de la filiale américaine, la Signature Bank. Le bénéfice net de la banque en 2006 était d'environ 3,4 milliards de NIS.
En mars 2007, la banque signe un protocole de principe pour la vente de ses parts dans la Banque Yahav à la Banque Mizrahi-Tefahot. Aux termes de cet accord, la Banque Yahav continuait à recevoir des services opérationnels de la Banque Hapoalim pendant une période de trois ans. Au cours de ce même mois, le président Shlomo Nechama est remplacé par Dan Dankner. Cette année-là, de nombreuses critiques ont été émises sur la conduite de la banque et de Arison, principalement concernant le licenciement de Nechama et son remplacement par Dankner, notamment de la part d'un administrateur externe, le Professeur Amir Barnea. En septembre de la même année, Barnea va jusqu'à démissionner de son poste en signe de protestation contre cette attitude.
En août 2009, Zion Kenan est nommé PDG de la banque, en remplacement de Zvi Ziv qui avait démissionné en mars 2009. La même année, Yair Seroussi remplace Danny Dankner à la présidence de la banque. Celui-ci ayant quitté ce poste à la demande de la Banque d'Israël. En août 2016, Arik Pinto devient PDG de la banque,.
En 2016, la banque lance l'application de paiement "bit". Selon certains rapports, le développement de cette appli avait pour objectif de contrer la perte des informations commerciales subies lorsque la Banque Hapoalim avait été tenue de se séparer d'Isracard et des données sur les consommateurs que la société fournissait,.
En 2020, Dov Kotler est nommé PDG de la banque.
En 2014, les autorités américaines condamnent le choix de la Danske Bank de boycotter la Bank Hapoalim qui opère en Cisjordanie pendant l'occupation israélienne.
En 2017, Shari Arison vend à des investisseurs américains 10% des 20% de parts qu'elle détient dans la banque Hapoalim.
En mai 2020, la Bank Hapoalim est sanctionnée par les autorités américaines pour s'être adonnée à des opérations d'évasion fiscale de l'ordre de 7,6 milliards de dollars via une filiale suisse entre 2002 et 2014. La banque est condamnée à une amende de 874 millions de dollars par la cour fédérale de Manhattan. La banque écope d'une amende supplémentaire de 30 millions de dollars pour avoir blanchi des pots-de-vin pour le compte de dirigeants de la FIFA.

## Poalim Investissements
"Poalim Investissements" était la société d'investissement de la banque créée en 1963, sous le nom de "Bank Hapoalim Investment Company Ltd." Au fil des ans, "Poalim Investments" est devenue l'une des principales sociétés en Israël dans le domaine de la promotion d'investissements diversifiés dans l’industrie, la technologie de pointe, les communications, la publicité, l’informatique, le commerce, l’immobilier et autres secteurs. En 1996, la société "Ordan Industries" a acquis les parts majoritaires de la Banque Hapoalim, pour 206 millions de shekels, suite aux délibérations de la Commission David Brodt sur la réduction de la concentration de l'économie israélienne, qui recommandait de réduire le contrôle de bien réels par les banques. En 2001, le nom de la société a été changé en Polar Investments. En 2013, "Polar Investments" a fait l'objet d'une restructuration financière.

## Actionnaires majoritaires
En 1997, Israel Salt Industries est devenue actionnaire majoritaire de la banque. En 2007, Israel Salt Industries a été achetée par Arison Investments, la propriétaire majoritaire de la banque, qui a ensuite vendu les actions détenues par Israel Salt Industries.
Jusqu'en 2018, la famille Arison détenait 20 % des actions de la banque. Fin 2018, Shari Arison a annoncé une vente progressive de ses avoirs dans la banque ; en septembre 2022, elle a achevé l'opération en vendant des actions d'une valeur de plus d'un milliard de shekels, laissant ainsi la banque de facto sans actionnaires majoritaires.

## Symbole de la banque
À ses débuts, la banque n'avait pas de logo et utilisait différentes polices de caractère pour représenter son nom. Toutefois dans les années 1950, fut créé un symbole graphique, combinant les initiales de la banque en hébreu encadrées dans un carré. En 1989, un logo présentait pour la première fois les couleurs utilisées jusqu'à présent par la banque. Le nom de la banque était écrit en police de caractères Haim dans un rectangle gris bordé de deux traits parallèles rouges. Le losange rouge a été incorporé pour la première fois en 1998. En 2001, le nouveau logo présentait le nom de la banque écrit en lettres bleues dans une police de caractère spécialement créée à cet effet. L'intention initiale du design était de symboliser un cerf-volant, mais ce motif a été abandonné et seule la forme rectangulaire est restée. Ce symbole a été utilisé jusqu'en janvier 2018, date à laquelle les couleurs du symbole ont été remplacées par un rouge et un gris plus clairs et le nom de la banque est désormais présenté dans une police droite, moderne, arrondie et non plus en italique.

1988
1990
2001
2018